# Ian Whitcomb
Ian Timothy Whitcomb (Woking, 10 juli 1941 - Los Angeles, 19 april 2020) was een Britse zanger, entertainer, songwriter, platenproducent en acteur.

## Jeugd
Whitcombs vader Pat werkte tijdens de jaren 1920 voor zijn vaders bedrijf British Screen Classics, met een hoofdrol in Mr. Nobody (uitgegeven door Fox in 1929). Zijn vader was een geleerd pianist en moedigde zijn zoon aan om dit ook te doen. Ians jongere broer Robin begeleidde hem op de drums bij hun eerste band The Ragtime Suwanee Six (1969-1962), waarvan Denny Cordell manager was, die later platen produceerde voor Procol Harum en Joe Cocker. Robin speelde tamboerijn bij de hit I Got You Babe (1965) van Sonny & Cher.
Whitcombs belangrijkste muzikale inspiraties waren Phil Harris, Johnnie Ray, Guy Mitchell, Elvis Presley en George Formby. Hij werd in 1949 op 8-jarige leeftijd weggestuurd naar het internaat, waar hij spoedig een band formeerde om de jongens en het personeel te vermaken met hits als Riders in the Sky.

## Carrière
Op de openbare school Bryanston in Dorset richtte Whitcomb in 1957 een skiffle-band op en daarna in 1959 een rock-'n-roll-band. Tijdens de vroege jaren 1960, tijdens zijn geschiedenisstudie op het Trinity College in Dublin, werd hij medeoprichter van Dublins eerste r&b-band Bluesville. Hun eerste plaatpublicatie The Sporting Life kwam in 1965 in de Amerikaanse hitlijst. Whitcombs volgende single You Turn Me On (juli 1965) bereikte de 8e plaats in de Billboard Hot 100. Tijdens zijn zomervakantie in 1965 ging Whitcomb naar de Verenigde Staten om daar op te treden in tv-programma's als Shindig, Hollywood A Go-Go en American Bandstand. Whitcomb speelde in 1965 in de Hollywood Bowl met The Beach Boys en daarna toerde hij met The Rolling Stones, The Kinks en Sam the Sham & the Pharaohs.
N-Nervous! (#59, Billboard Hot 100; #47, Cashbox) was Whitcombs volgende publicatie, die werd opgenomen in Hollywood. Hij ging terug naar Dublin voor zijn geschiedenisexamens en behaalde een BA-graad. In 1966 ging hij verder met vroege populaire songs. Zijn versie van Where Did Robinson Crusoe Go with Friday on Saturday Night? uit 1916 van Al Jolson werd een West Coast hit en werd in ere hersteld met de ukelele voor het optreden van Tiny Tim. Na vier albums te hebben gemaakt voor Tower Records en na Mae West te hebben geproduceerd op haar album Great Balls of Fire voor MGM Records in 1972, ging Whitcomb terug naar het Verenigd Koninkrijk, waar hij een schrijverscarrière begon met After the Ball. Later schreef hij Tin Pan Alley, A Pictorial History (1919-1939) en de novelle Lotusland: A Story of Southern California.
Terug in Hollywood trad Whitcomb op als ster en schreef hij L.A.-My Home Town (BBC-tv; 1976) en Tin Pan Alley (PBS; 1974). Hij verstrekte ook de muziek voor de documentaire film Buggs Bunny: Superstar, die werd verteld door Orson Welles. Voor Play-Rite Music schreef hij 18 pianowalsen, die waren opgenomen in het album Pianomelt. Zijn andere albums reflecteerden zijn onderzoek binnen de genres ragtime, Tin Pan Alley, vaudeville en music hall. Deze, beginnend met Under the Ragtime Moon (1972), werden uitgebracht onder verschillende labels, waaronder Warner Bros. Records, United Artists Records en Decca Records. Gedurende deze periode schreef en produceerde hij ook singles voor de country-afdeling van Warner Bros., met name Hands, een massagesalon-verhaal en A Friend of a Friend of Mine.
Tijdens de jaren 1980 publiceerde Whitcomb Rock Odyssey: A Chronicle of the Sixties: Ian Whitcomb, een gedenkschrift over de jaren 1960 en beschreven door The New York Times als de beste persoonlijke interpretatie van deze periode. Hij publiceerde ook Ragtime America (Limelight Editions, 1988), gevolgd door een levensbeschouwing als een in Los Angeles levende Britse emigrant, Resident Alien (Century, 1990). Hij produceerde de Britse documentaire Legends of Rhythm and Blues over zwarte muziek (deel van de series Repercussions door Third Eye Productions voor Channel Four in 1984). Tijdens deze periode presenteerde hij ook 15 jaar lang een radioshow in Los Angeles bij verschillende radiozenders (KROQ-FM, KCRW en uiteindelijk KPCC-FM). Zijn songs waren te beluisteren in de films Bloody Movie (1987), Cold Sassy Tree (1989), Encino Man (1992), Grass (1999), Man of the Century (1999), Stanley's Gig (2000), After the Storm (2001 film) (2001), The Cat's Meow (2002), Last Call (2002), Sleep Easy, Hutch Rimes (2002), Lonesome Jim (2005) en Fido (2006). Whitcomb trad op als Grand Marshall in de 24e Occasional Pasadena Doo Dah Parade in november 1999.

## Heden
Whitcomb trad op tijdens muziekfestivals door heel de Verenigde Staten. Hij ging door met schrijven en heeft veelvuldig gastoptredens. Hij was een regelmatige gastartiest in Cantalini’s Restaurant in Playa del Rey in Californië. Hij bezocht ook wekelijks Zelo Pizzeria in Arcadia.
Sinds 7 november 2007 had Whitcomb een internet-radioprogramma op de woensdagavonden van 8:00 tot 10:00 uur op LuxuriaMusic.com. Hij tekende bij Premiere Radio Networks in september 2010 voor The Ian Whitcomb Show op XM satellietradio, Channel 24.
Ian Whitcomb werd genoemd als de BEST OF L.A. in 2008 door het Los Angeles Magazine.
In 2009 schreef en vertolkte Whitcomb originele muziek voor de West Coast-première van The Jazz Age, een opvoering door Allan Knee in het Blank Theater Company's 2nd Stage Theater in Los Angeles. Voor zijn werk voor The Jazz Age werd Whitcomb genomineerd voor een L.A. Theater Award.

## Privéleven en overlijden
Whitcomb was getrouwd met Regina. Hij overleed op 78-jarige leeftijd.

## Discografie

### Singles
Jerden Records
- 1964:	Soho / Bony Moronie
- 1965:	This Sporting Life (Ian Whitcomb en Bluesville) / Fizz (Ian Whitcomb en Barry Richardson)
- 1965: Don't Think Twice, It's All Right / As Tears Go By

Tower Records
- 1965: This Sporting Life / Fizz (A- en B-kant: Ian Whitcomb en Bluesville)
- 1965: You Turn Me On (Turn On Song) / Poor But Honest (a en B-kant: Ian Whitcomb en Bluesville)
- 1965: N-E-R-V-O-U-S! / The End
- 1965: 18 Whitcomb Street / Fizz (from You Turn Me On!)
- 1965: No Tears For Johnny / Be My Baby
- 1965: High Blood Pressure / Good Hard Rock
- 1965: Lover's Prayer / Your Baby Has Gone Down The Plug-Hole
- 1965: Louie Louie / Walk Right In (A- en B-kant: Sir Arthur)
- 1966:	You Won't See Me (Ian Whitcomb en Somebody's Chyldren) / Please Don't Leave Me On The Shelf (Ian Whitcomb en Bluesville Of London)
- 1966: Where Did Robinson Crusoe Go With Friday On Saturday Night (Ian Whitcomb en zijn Seaside Syncopators) Poor Little Bird (Ian Whitcomb en zijn Radio Band)
- 1966: You Really Bent Me Out Of Shape / Rolling Home With Georgeanne
- 1967:	Sally Sails The Sky / Groovy Day

United Artists Records
- 1973:	Yaaka Hula Hickey Dula / They Go Wild, Simply Wild Over Me

Warner Bros. Records
- 1976:	Somewhere In Virginia In The Rain (Kenni Huskey met Ian Whitcomb) / Pancho (Kenni Huskey en The Kids On The Street)

### Albums
- 1965:	You Turn Me On (Billboard #125—Tower T (Mono)/ST (Stereo) 5004)
- 1966:	Ian Whitcomb's Mod, Mod Music Hall (Tower T/ST 5042)
- 1967:	Yellow Underground (Tower T/ST 5071)
- 1968:	Sock Me Some Rock (Tower SDT 5100)
- 1970:	On the Pier (World Record Club/EMI ST 1010)
- 1972:	Under the Ragtime Moon (United Artists UAS 29403)
- 1973:	You Turn Me On (Ember Records NR 5065)
- 1974:	Hip Hooray for Neville Chamberlain! (Argo/Decca 2DA 162)
- 1976:	Crooner Tunes (First American 7704)
- 1976:	Treasures of Tin Pan Alley (Audiophile AP 115)
- 1977:	Ian Whitcomb's Red Hot Blue Heaven (Warner Bros. K56347)
- 1979:	Ian Whitcomb: The Rock & Roll Years (First American FA 7729)
- 1980:	At The Ragtime Ball (Audiophile AP 147)
- 1980:	Instrumentals (First American FA 7751)
- 1980:	Pianomelt (Sierra Briar SRAS 8708)
- 1981:	In Hollywood! (First American FA 7789)
- 1982:	Don’t Say Goodbye, Miss Ragtime (met Dick Zimmerman) (Stomp Off SOS 1017)
- 1983:	My Wife is Dancing Mad (met Dick Zimmerman) (Stomp Off SOS 1049)
- 1983:	The Boogie Woogie Jungle Snake (ITW Records 01)
- 1984:	Rag Odyssey (Meteor Records MTM-006)
- 1984:	On The Street of Dreams (ITW Records 03)
- 1986:	The Best of Ian Whitcomb (Rhino Records RNLP 127)
- 1986:	Oceans of Love (ITW Records 04)
- 1987:	Steppin’ Out (Audiophile AP 225)
- 1987:	Ian Whitcomb's Ragtime America (Premier PMP 1017)
- 1990:	All the Hits Plus More (Prestige/BBC PRST 005)

### CD's
- 1988:	Happy Days Are Here Again (Audiophile ACD 242)
- 1992:	Ian Whitcomb’ Ragtime America (ITW 009)
- 1995:	Lotusland—A New Kind of Old-Fashioned Musical Comedy (Audiophile ACD 283)
- 1996:	Let the Rest of the World Go By (Audiophile ACD 267)
- 1997:	The Golden Age of Lounge (Varèse Sarabande VSD 5821)
- 1997:	Ian Whitcomb: You Turn Me On!/Mod Mod Music Hall (Sundazed SC 11044)
- 1997:	Titanic: Music as Heard on the Fateful Voyage (Rhino R2 72821)
- 1998:	Spread a Little Happiness (Audiophile ACD 249)
- 1998:	Titanic Tunes—A Sing-A-Long in Steerage (The Musical Murrays regie door Ian Whitcomb) (Varèse Sarabande 5965)
- 1998:	Songs from the Titanic Era (The New White Star Orchestra) (Varèse Sarabande VSF 5966)
- 1999:	Comedy Songs (Audiophile ACD 163)
- 2001:	Sentimentally Yours (Woodpecker Records)
- 2002:	Dance Hall Days (ITW Records)
- 2003:	Under the Ragtime Moon (Vivid Sound B00008WD18)
- 2005:	Old Chestnuts & Rare Treats (ITW Records)
- 2005:	Words & Music (ITW Records)
- 2006:	Lone Pine Blues (Vivid Sound NACD3229; alleen Japanse import)
- 2011:	Now and Then (Cayenne Music)
- 2011:	I Love A Piano (Rivermont BSW-2218) met Adam Swanson
- 2012:	Songs Without Words (Rivermont BSW-3136) 2-CD set
- 2014:	The Golden Age of Tin Pan Alley (Rivermont BSW-3137) 2-CD set

## Boeken
- 1972: After the Ball—Pop Music from Rag to Rock (Allen Lane/Penguin) ISBN 0-14-003450-1.
- 1973: 20th Century Fun Essex Music
- 1975: Tin Pan Alley: A Pictorial History (Paddington Press) ASIN: B000RC8WOC
- 1979: Lotusland: A Story of Southern California (Wildwood House) ISBN 0-7045-3005-8
- 1982:	Whole Lotta Shakin': A Rock 'n' Roll Scrapbook (Arrow) ASIN: B000OHDDPI
- 1983:	Rock Odyssey: A Chronicle of the Sixties (Doubleday/Anchor) ISBN 0-385-15705-3
- 1986:	Irving Berlin & Ragtime America (Arrow) ISBN 0-87910-115-6
- 1990:	Resident Alien (Century) ISBN 0-7126-2266-7
- 1994:	The Beckoning Fairground: Notes of a British Exile (California Classics) ISBN 1-879395-04-5
- 1994:	Treasures of Tin Pan Alley (Mel Bay)
- 1995:	Vaudeville Favorites (Mel Bay)
- 1996:	The Best of Vintage Dance (Mel Bay)
- 1997:	Songs of the Ragtime Era (Mel Bay)
- 1998:	The Titanic Songbook (Mel Bay)
- 1998:	Titanic Tunes (Mel Bay)
- 1998:	Songs of the Jazz Age (Mel Bay)
- 1999:	Ukulele Heaven (Mel Bay)
- 2001:	Uke Ballads (Mel Bay)
- 2003:	The Cat's Meow (Mel Bay)
- 2007:	The Ian Whitcomb Songbook (Mel Bay)
- 2009: Letters From Lotusland (Wild Shore Press) ISBN 978-0-578-03610-6
- 2011: Ian Whitcomb's Ukulele Sing-Along (Alfred Music Publishing) ISBN 0-7390-7381-8 (Book & CD)
- 2012: Ukulele Heroes: The Golden Age (Hal Leonard) ISBN 978-1-4584-1654-4

## Optredens

### Filmdoek
- 1997:	Contact
- 2000:	Stanley's Gig
- 2004:	Open House

### Televisie
- 1965: Thank Your Lucky Stars
- 1965: Shindig
- 1965: Hollywood A Go-Go
- 1965: Shivaree
- 1965: Where the Action Is
- 1967: The Pat Boone Show
- 1971: The Old Grey Whistle Test
- 1973: Today
- 1975: The Tonight Show Starring Johnny Carson
- 1975: The Merv Griffin Show
- 1976: The Late Late Show
- 1977: L.A–My Home Town
- 1979: Tomorrow
- 1985: Don't Say Good Bye, Miss Ragtime

- Biblioteca Nacional de España: XX1159335
- Bibliothèque nationale de France: cb13492178t (data)
- Gemeinsame Normdatei: 119302292
- International Standard Name Identifier: 0000 0001 0934 5601
- Library of Congress Control Number: n82078480
- MusicBrainz: a03f80bf-0139-4034-bee4-d245002fe18c
- Nationale Bibliotheek van Tsjechië: jn20040203044
- Nationale Bibliotheek van Israël: 987007424515205171
- Nederlandse Thesaurus van Auteursnamen: 074361619
- Système universitaire de documentation: 199520321
- Trove: 1011395
- Virtual International Authority File: 110394087
- WorldCat: E39PBJm4MCQxfcPMYtcwqh9bh3